# Thelma Ment
Thelma Ment, artiestennaam Thelasinga (Paramaribo, 24 juli 1951 - Rotterdam 2 april 2018), was een Surinaams basketbalspeelster en zangeres. Ze speelde ze mee in het nationale damesbasketbalteam en won als zangeres in 1971 het Nationale Songfestival. In 1990 bracht ze de mogelijk eerste videoclip van Suriname uit.

## Biografie
Thelma Ment had drie halfzussen en werd geboren uit een kortstondige relatie. Haar moeder, de marktkoopvrouw Catharina Ment, gaf een strenge opvoeding en stelde hoge eisen aan haar. Ze bouwde pas later een band met haar vader op, de timmerman Francois Renfurm. Ze leerde hem pas later goed kennen en bouwde een zachte relatie met hem op; de relatie met haar moeder verzachtte ook op latere leeftijd. Omdat haar moeder het niet breed had en Thelma niet op de markt wilde staan, besloot ze geld bij te verdienen met zingen.
Op haar zeventiende ging ze uit huis en trok ze bij een kinderloze vriendin van de familie in. In deze jaren leerde ze basketbal kennen. Ze was competitief ingesteld en behaalde successen in deze sport. Het lukte haar om door te dringen tot het nationaal damesteam en speelde wedstrijden mee op topniveau. Daarnaast bleef ze zingen. Ze was een idool van Miriam Makeba en zong na het basketballen telkens een lied van haar. In 1971 was ze deelnemer en winnaar van het Nationale Songfestival. Daarnaast sloot ze zich aan bij de toneelvereniging van NAKS.
Bewust van de noodzaak van een diploma volgde ze met succes een verpleegopleiding. Nadat ze een gewelddadige relatie had ontvlucht, raakte ze van de regisseur van NAKS zwanger. Na de geboorte van haar zoon vertrok ze naar Nederland om een nieuw bestaan op te bouwen. Haar leven kwam echter niet tot rust en ze verhuisde verschillende keren, waaronder heen en terug naar Suriname. Ondertussen werkte ze in de zorg. Ze specialiseerde zich in nierdialyse en werd wel The Singing Nurse genoemd. Ondertussen ontwierp ze een eigen Surinaams-Afrikaanse kledinglijn, onder de naam The Thelalook, en had nog enkele bijbaantjes.
Haar grote liefde vond ze in Hesdy Mac Nack, die met haar in het huwelijk trad met een koets, waarmee ze door de wijk Frimangron in Paramaribo reden. Samen hadden ze een vrij goed leven. Gestimuleerd door haar man startte ze haar zangcarrière weer op. Ze experimenteerde met stijlen, variërend van traditionele Afrikaanse muziek tot jazz en popmuziek. In 1990 lanceerde ze de mogelijk eerste videoclip van Suriname met Busi lobi, dat haar bekendste nummer werd.
Ze was begin veertig en had een goed lopende zangcarrière toen ze van het een op het andere moment stopte met optreden. In die tijd had ze dagelijks visioenen, waar ze nauwgezet naar luisterde. Ze schreef ze ook op en wist bij het nalezen vaak niet dat ze deze teksten zelf had opgeschreven. Een toekomst als spiritueel gids zag ze ondanks de aanmoedigingen in haar omgeving echter niet zitten. In Paramaribo, waar ze als zangeres de bijnaam Parel van Suriname had gekregen, hield ze in 2008 een comebackconcert dat haar zoon voor haar had georganiseerd.
Een comeback kwam er niet en haar gezondheid liep bergafwaarts. Ze had verschillende hartaanvallen en kreeg daarnaast nierproblemen, een kwaal waar ze uitgerekend zelf in gespecialiseerd was geweest. Haar laatste jaren verbleef ze in een verzorgingstehuis; haar wereldje werd kleiner en bestond uit haar vier kleinkinderen, andere familie en vriendinnen. Op 2 april 2018 overleed ze aan de gevolgen van haar ziekte. Ze is 66 jaar oud geworden.
Haar zoon bracht postuum twee cd's van haar uit. In 2019 wijdde de Iconenkalender van NAKS een maand aan Thelma Ment.